# Peitschennattern
Die Peitschennattern (Ahaetulla) oder Baumschnüffler sind baumbewohnende Schlangen mit einem dünnen, extrem langgestreckten Körper. Der Kopf ist deutlich vom Körper abgesetzt und endet in einer vierkantigen spitzen Schnauze. Ihre Heimat ist das tropische Südostasien. Es handelt sich um Trugnattern, deren Giftzähne relativ weit hinten im Kiefer stehen und deren Biss für Menschen deshalb wenig gefährlich ist. Sie erbeuten zumeist kleine Echsen, die bis zum Eintreten der Giftwirkung mit den Zähnen festgehalten werden.

## Arten
Die Gattung wurde 1807 von dem deutschen Naturwissenschaftler Heinrich Friedrich Link wissenschaftlich erstbeschrieben. Stand Januar 2023 sind 20 rezente Arten beschrieben:
- Ahaetulla anomala (Annandale, 1906)
- Ahatulla borealis Mallik, Srikanthan, Pal, D’Souza, Shanker & Ganesh, 2020
- Günthers Peitschennatter (Ahaetulla dispar (Günther, 1864))
- Ahaetulla farnsworthi Mallik, Srikanthan, Pal, D’Souza, Shanker & Ganesh, 2020
- Gefleckte Peitschennatter (A. fasciolata (Fischer, 1885))
- Ahaetulla flavescens (Wall, 1910)
- Ahaetulla fronticincta (Günther, 1858)
- Ahaetulla fusca (Duméril, Bibron & Duméril, 1854)
- Ahaetulla isabellina (Wall, 1910)
- Ahaetulla laudankia Deepak, Narayanan, Sarkar, Dutta & Mohapatra, 2019
- Ahaetulla malabarica Mallik, Srikanthan, Pal, D’Souza, Shanker & Ganesh, 2020
- Malaiische Peitschennatter (A. mycterizans (Linnaeus, 1758))
- Nasen-Peitschennatter (A. nasuta (Lacépède, 1789))
- Ahaetulla oxyrhynca (Bell, 1825)
- Ahaetulla perroteti (Duméril, Bibron & Duméril, 1854)
- Grüne Peitschennatter (A. prasina (Boie, 1827))
- Ahaetulla pulverulenta (Duméril, Bibron & Duméril, 1854)
- Ahaetulla rufusoculara Lam, Thu, Nguyen, Murphy & Nguyen, 2021
- Ahaetulla sahyadrensis Mallik, Srikanthan, Pal, D’Souza, Shanker & Ganesh, 2020
- Ahaetulla travancorica Mallik, Srikanthan, Pal, D’Souza, Shanker & Ganesh, 2020

## Gefährdung
Die Weltnaturschutzunion (IUCN) stuft innerhalb der Gattung die Art A. perroteti als stark gefährdet ein. Als potentiell gefährdet eingestuft ist zudem Günthers Peitschennatter. Acht weitere Arten werden als nicht gefährdet eingeschätzt.

## Nutzung
Die Grüne Peitschennatter und die Nasen-Peitschennatter sind zwei neben einer Reihe anderer Schlangenarten, die in Vietnam zur Herstellung von Schlangenschnaps verwendet werden.